# (8644) Betulapendula
(8644) Betulapendula est un astéroïde de la ceinture principale.

## Description
(8644) Betulapendula est un astéroïde de la ceinture principale. Il fut découvert le 16 septembre 1988 à l'observatoire de Haute-Provence par Eric Walter Elst. Il présente une orbite caractérisée par un demi-grand axe de 2,38 UA, une excentricité de 0,17 et une inclinaison de 5,3° par rapport à l'écliptique.